# Coleraine, Minnesota
Coleraine là một thành phố thuộc quận Itasca, tiểu bang Minnesota, Hoa Kỳ. Năm 2010, dân số của thành phố này là 1970 người.

## Dân số
- Dân số năm 2000: 1110 người.
- Dân số năm 2010: 1970 người.